# داشينغ
داشينغ (بالصينية المبسطة: 大兴 区؛ بالصينية التقليدية: 大興 區) هي مدينة من مدن الصين تقع في إقليم بكين. يبلغ عدد سكانها 671444 نسمة و ذلك حسب إحصائيات سنة 2000. تبلغ مساحتها 1012 كم².